# Aya Hirano

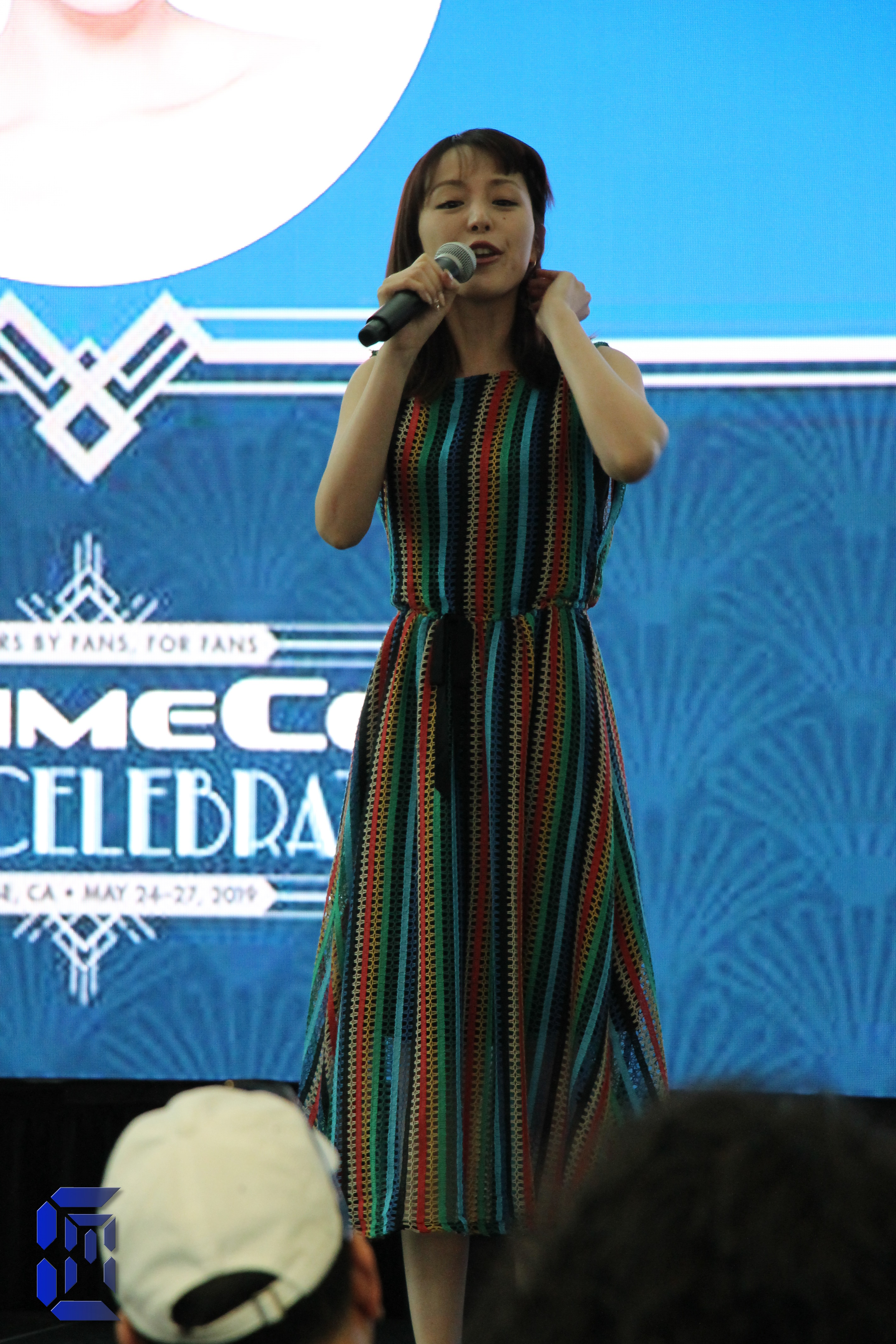
Aya Hirano (2019)

Aya Hirano (japanisch 平野 綾 Hirano Aya; * 8. Oktober 1987 in der Präfektur Aichi, Japan) ist eine japanische Synchronsprecherin (Seiyū) und J-Pop-Sängerin. Als Seiyū stand sie bei der Firma Space Craft Group unter Vertrag, als Sängerin beim Label Lantis; im August 2011 wechselte sie zur Firma Grick. Bekannt geworden ist Aya Hirano vor allem durch ihre Rolle der Haruhi Suzumiya in dem Anime Die Melancholie der Haruhi Suzumiya.

## Leben
1998 trat Aya Hirano der Tokyo Child Theatrical Group, einer Abteilung der Space Craft Group, bei und spielte in einigen Werbespots mit, bevor sie 2001 ihre erste Rolle als Seiyū in der Anime-Serie Tenshi no Shippo hatte. Es folgten weitere Rollen als Seiyū in Animes wie Kiddy Grade, Beyblade oder Eyeshield 21. Ihren großen Durchbruch als Synchronsprecherin hatte sie aber 2006 in der Rolle der Haruhi Suzumiya in der Serie Die Melancholie der Haruhi Suzumiya. Ihre Single Bōken Desho Desho? enthielt auch das von ihr gesungene Opening der Serie und erreichte Platz 10 in den Oricon-Charts.
Es folgten weitere Rollen in bekannten Animes wie NANA oder Death Note. Bei den 2007 erstmals verliehenen Seiyū Awards gewann sie den Preis in der Kategorie Bester Newcomer (weiblich) für ihre Darstellung der Haruhi Suzumiya. Sie war außerdem für dieselbe Rolle auch in den Kategorien Bester Hauptdarsteller (weiblich) und als Bester Nebendarsteller (weiblich) nominiert. Auch auf der Tokyo International Anime Fair konnte sie 2007 die Auszeichnung als Beste Synchronsprecherin für die Rolle der Haruhi Suzumiya gewinnen.

## Filmografie (Auswahl)
| - 2001: Tenshi no Shippo – Saru no Momo - 2002: Kiddy Grade – Lumière - 2003: Tenshi no Shippo Chu! – Saru no Momo - 2003: Bakuten Shoot Beyblade G Revolution – MingMing - 2005: Eyeshield 21 – Mamori Anezaki - 2005: Canvas 2 – Niji-iro no Sketch – Sumire Misaki - 2006: Galaxy Angel Rune – Kahlua Marjoram/Tequila Marjoram - 2006: School Rumble: Nigakki – Yoko Sasakura - 2006: Die Melancholie der Haruhi Suzumiya – Haruhi Suzumiya - 2006: Sumomomo Momomo – Nakajima - 2006: NANA – Reira Serizawa - 2006: Death Note – Misa Amane - 2006: Himawari! – Shikimi - 2006: Busō Renkin – Mahiro Mutō - 2006: Renkin 3-kyū Magical? Pokān – Pachira - 2007: Gakuen Utopia Manabi Straight! – Mei Etō - 2007: Soreike! Anpanman – Tanpopochiyan/Kokinchiyan - 2007: Lucky ☆ Star Konata Izumi, Auftritt als sie selbst in Episode 15, Haruhi Suzumiya in Episode 20 - 2007: Hello Kitty: Apple Forest and the Parallel Town – Emily - 2007: Dragonaut – The Resonance – Makreen Garnet - 2007: Himawari!! – Shikimi - 2008: Akane-iro ni Somaru Saka – Minato Nagase - 2008: Kurogane no Linebarrel – Miu Kujō - 2008: Zettai Karen Children – Kaoru Akashi - 2008: Death Note – Relight 2: L o Tsugu Mono – Misa Amane - 2008: Nijū Mensō no Musume – Chizuko „Chiko“ Mikamo - 2008: Hyakko – Ayumi Nonomura - 2008: Moegaku 5 – Megami-sama, Āya-onee-san - 2008: Lupin III: Green vs. Red – Yukiko - 2009: Kawa no Hikari – Tamī - 2009: Kiddy Girl-and – Lumiere - 2009: Kimi ni Todoke – Ume Kurumizawa - 2009: Queen’s Blade – Nanael - 2009: Jewelpet – Garnet - 2009: Die Melancholie der Haruhi Suzumiya – Haruhi Suzumiya - 2009: Fairy Tail – Lucy Heartfilia - 2009: White Album – Yuki Morikawa - 2010: Kuroshitsuji II – Hannah Anafeloz - 2010: Jewelpet Tinkle – Garnet - 2010: Seikon no Qwaser – Katja / Ekaterina Kurae - 2010: Nurarihyon no Mago – Kana Ienaga - 2010: Lupin III: The Last Job – Asuka Kagurazaka - 2010: Hyakka Ryōran Samurai Girls – Jūbee Yagyū - 2011: Kimi ni Todoke: 2nd Season – Ume Kurumizawa - 2011: Jewelpet Sunshine – Garnet - 2011: Seikon no Qwaser II – Katja / Ekaterina Kurae - 2011: Nurarihyon no Mago: Dai-ni-ki – Kana Ienaga - 2014: Kiseijū – Migī - 2024: Fairy Tail: 100 Years Quest – Lucy Heartfilia | - 2010: Gekijōban Bungaku Shōjo – Miu Asakura - 2010: Suzumiya Haruhi no Shōshitsu – Haruhi Suzumiya - 2011: Tōfu Kozō – Ai Takarada - 2012: Fairy Tail the Movie: The Phoenix Priestess – Lucy Heartfilia - 2013: Hunter x Hunter – Phantom Rouge! – Retz - 2017: Fairy Tail: Dragon Cry – Lucy Heartfilia - 2005: Itsudatte My Santa! – Mai - 2008: Examurai – Airi - 2008: Shin Kyūseishu Densetsu Hokuto no Ken: Toki-den (Sara) - 2008: Akane-iro ni Somaru Saka: Hardcore – Minato Nagase - 2009: Saint Seiya: The Lost Canvas: Meiō Shinwa – Sasha - 2009: TO: Kyōsei Wakusei – Arīna - 2010: Queen’s Blade: Utsukushiki Tōshi-tachi – Nanael - 2010: Seikon no Qwaser – Jōo no Empress – Katja / Ekaterina Kurae - 2010: Zettai Karen Children – Aitazōsei! Ubawareta Mirai? – Kaoru Akashi - 2010: Bungaku Shōjo Memoir – Miu Asakura - 2011: Fairy Tail – Yōkoso Fairy Hills!! – Lucy Heartfilia - Tenshi no Shippo – Saru no Momo - Eternal Sonata – Polka - Eyeshield 21 MAX DEVILPOWER! – Mamori Anezaki - Eyeshield 21 Playing American Football! Ya! Ha! – Mamori Anezaki - Eyeshield 21 Portable Edition – Mamori Anezaki - Sumomomo Momomo: The Strongest Bride on Earth – Sanae Nakajima - Trusty Bell: Chopin no Yume – Polka - Nana: Subete wa Daimaou no Omichibiki!? – Reira Serizawa - Himekishi Monogatari -Princess Blue- – Yuna = Ekuberuto Ōjo - Finalist – Honoka Serizawa - Luminous Arc – Lucia - Galaxy Angel II Kahlua Marjoram/Tequila Marjoram - The Promise of Haruhi Suzumiya – Haruhi Suzumiya - The Perplexity of Haruhi Suzumiya – Haruhi Suzumiya - Suzumiya Haruhi no Shinsaku – Haruhi Suzumiya - Lucky ☆ Star no Mori – Konata Izumi - Lucky ☆ Star ~Ryōō Gakuen Ōtōsai~ – Konata Izumi - Assassin’s Creed II & Assassin’s Creed: Brotherhood – Christina Vespucci - Yakuza 4 (Ryū ga Gotoku 4) – Hana - Yakuza: Dead Souls (Ryū ga Gotoku OF THE END) – Hana |

## Diskografie

### Alben
- 2008: Riot Girl
- 2009: Speed Star
- 2011: Aya Museum (Kompilation)
- 2012: Fragments
- 2014: Vivid

### Singles
- 2006: Breakthrough
- 2006: Bōken Desho Desho?
- 2006: Ashita no Prism
- 2007: Love★Gun
- 2007: Neophilia
- 2007: MonStAR
- 2009: Super Driver
- 2010: Hysteric Barbie
- 2013: TOxxxIC
- 2013: Promise

### Anime-Singles (Auswahl)
- 2006: Hare Hare Yukai
- 2006: Suzumiya Haruhi no Tsumeawase
- 2006: Haruhi Suzumiya Character Song
- 2006: Saikyo Pare Parade
- 2006: Mei Etō Character Song
- 2006: Sanae Nakajima Character Song
- 2007: Motteke! Sailor Fuku
- 2007: Konata Izumi Character Song
- 2007: Mune Pettan Girls Character Song
- 2008: White Album
- 2009: Haruhi Suzumiya New Character Song
- 2011: Fairy Tail OVA Ending-This Place

## Auszeichnungen
- 2007: Seiyū Award in der Kategorie Bester Newcomer (weiblich) für ihre Rolle als Haruhi Suzumiya zusammen mit Yui Kano
- 2007: Tokyo Anime Award in der Kategorie Bester Synchronsprecher für ihre Rolle als Haruhi Suzumiya
- 2007: Nominierung für den Seiyū Award in der Kategorie Bester Hauptdarsteller (weiblich) für ihre Rolle als Haruhi Suzumiya
- 2007: Nominierung für den Seiyū Award in der Kategorie Bester Nebendarsteller (weiblich) für ihre Rolle als Misa Amane in Death Note
- 2007: Nominierung für den Seiyū Award in der Kategorie Beste musikalische Darbietung für die Single Bōken Desho Desho? (Vorspanntitel von Suzumiya Haruhi no Yūutsu)
- 2007: Nominierung für den Seiyū Award in der Kategorie Beste musikalische Darbietung für die Single Hare Hare Yukai (Abspanntitel von Suzumiya Haruhi no Yūutsu) zusammen mit Minori Chihara und Yūko Gotō
- 2008: Seiyū Award in der Kategorie Bester Hauptdarsteller (weiblich) für ihre Rolle als Izumi Konata in Lucky Star